# Bab Lamrissa
Bab Lamrissa (àrab: باب لمريسة, Bāb Lamrīsa; amazic estàndard marroquí: ⴱⴰⴱ ⵍⵎⵔⵉⵙⴰ, Bab Lmrisa) és un arrondissement del municipi de Salé, a la prefectura de Salé, a la regió de Rabat-Salé-Kenitra, al Marroc. Segons el cens de 2014 tenia una població total de 174.935 persones. La seva població havia augmentat de 114.120 habitants en 1994 a 140.383 en 2004.